# Jørgen Kaas (1618-1658)
 Der er flere personer med dette navn, se Jørgen Kaas.
Jørgen Kaas (1618 – 30. januar 1658 på Fyn), til Hastrup, var en dansk officer og godsejer, der tilhørte adelsslægten Kaas (med Muren).
Han var gift med Karen Jørgensdatter Grubbe. Han var korporal, senere ritmester ved de Fynske Sogneryttere, senere major. Kaas skrev sig 1638 til Østergård, som han 1643 forpligtede sig til at sælge og 1644 solgte til Ulrik Christian Gyldenløve, mod selv at blive forlenet med Lister Len i Norge.
Jørgen Kaas gjorde sig bemærket som krigshelt under Karl Gustav-krigene, da svenskerne kom over isen til Fyn 30. januar 1658. Angrebet kom overraskende, og Jørgen Kaas tog op kampen med nogle hurtigt sammenkaldte styrker og faldt selv i strid. Han havde brændt sit navn på armen med krudt. Som anerkendelse af hans heltemod fulgte den svenske konge Karl X Gustav hans lig «en fjerdings vej» til fods.
Han var bl.a. far til stiftamtmand i Christiania og i Trondhjem Hans Kaas (1640–1700) og amtmand Jørgen Grubbe Kaas til Rudbjerggård (1643–1711), og farfar til stiftamtmand i Bergen og admiral Ulrik Kaas (1677–1746). Jørgen Kaas er stamfar for den nulevende danske gren af slægten Kaas. Han var endvidere far til Birgitte Kaas (f. 1644), mor til Elisabeth Sophie Høeg (Banner) (1669–1739) gift Nissen, der havde efterkommere i Danmark, Norge og Tyskland.
Hans tip-tip-oldebarn Louise Danneskiold-Samsøe var gift med hertug Christian August 2. af Slesvig-Holsten-Sønderborg-Augustenborg, et medlem af den oldenborgske slægt og kongens svoger. Blandt deres efterkommere er kong Carl 16. Gustav af Sverige og kong Konstantin 2. af Grækenland.